# Borgo
Borgo (U Borgu en corso) es una comuna y población de Francia, en la región de Córcega, departamento de Alta Córcega, distrito de Bastia. Es la cabecera del cantón de su nombre. El casco antiguo está situado sobre un promontorio rocoso que domina la planicie y el mar; cuando hay buen tiempo pueden divisarse algunas islas del archipiélago toscano.
Su población en el censo de 1999 era de 5.002 habitantes. La pequeña aglomeración urbana a la que pertenece -que también incluye Lucciana- tenía entonces 8796 habitantes.
De su patrimonio destaca la iglesia de la anunciación, situada en el corazón de la localidad, edificio barroco del siglo XVII clasificado como monumento histórico de Francia el 14 de noviembre de 1988. También destacan las ruinas de otra iglesia, del siglo XV, dedicada a Saint-Appiano y utilizadas como cementerio; esta está situada sobre una colina cerca de la población.